# Raffaello e la Fornarina
Raffaello e la Fornarina (Raphaël et la Fornarina) è un dipinto di Jean-Auguste-Dominique Ingres. Rappresenta Raffaello Sanzio, il massimo artista ispiratore di Ingres, nel proprio studio con Margherita Luti, la più famosa delle sue modelle, soprannominata "La Fornarina" e da lui immortalata in un celebre ritratto, che si intravede - appena completato - all'estrema destra della composizione. In secondo piano, collocata su un mobile appoggiato alla parete di fondo, si trova invece un'altra opera del maestro italiano, la Madonna della Seggiola.
Il dipinto è conservato al Fogg Art Museum di Cambridge nel Massachusetts. Ingres eseguì anche quattro varianti dell'opera, o più probabilmente suoi modelli preparatori: una si trova al Columbus Museum of Art, altre due in collezioni private, mentre la quarta, custodita per molto tempo a Riga, è andata dispersa durante la seconda guerra mondiale.

## Storia

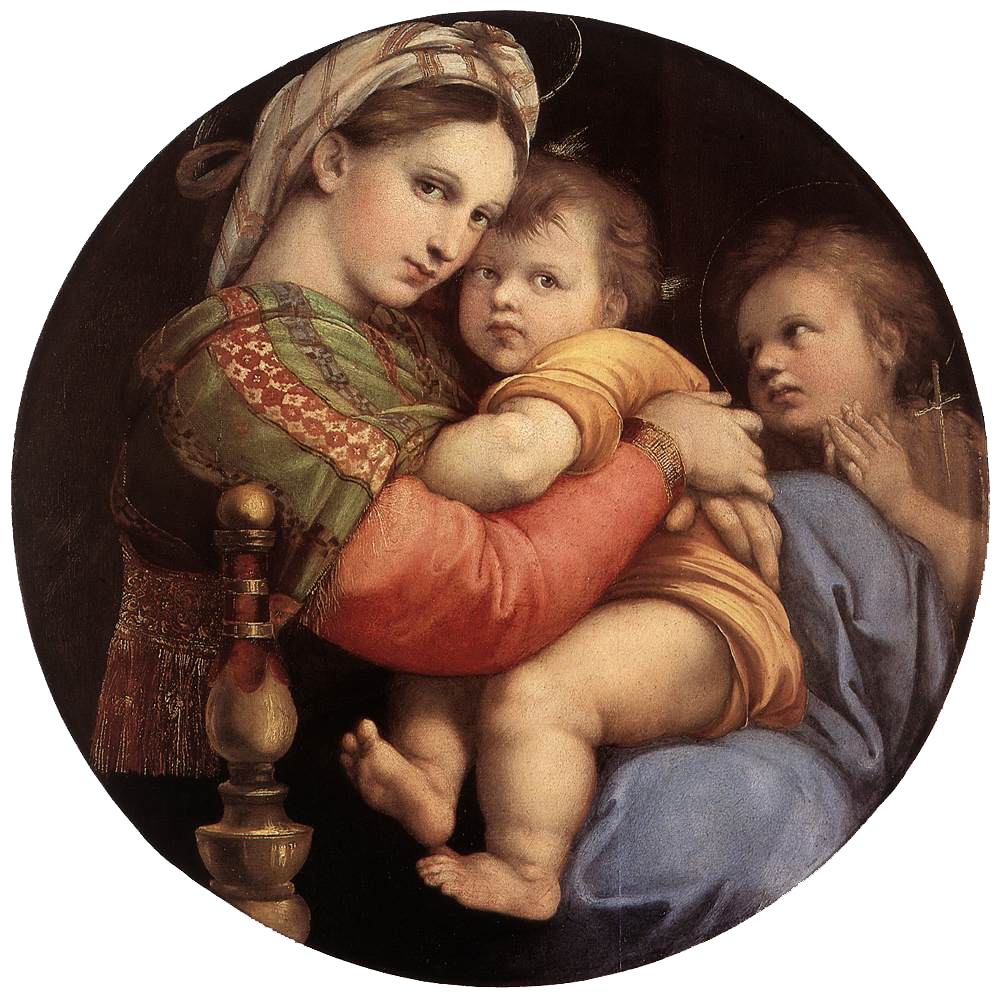
Raffaello Sanzio, Madonna della Seggiola, 1514

Alla fine del diciottesimo secolo i dipinti ritraenti le vite degli artisti di spicco del passato divennero popolari tra la borghesia e venivano esposti al Salon di Parigi. Ingres dipinse quest'opera durante il suo soggiorno italiano e la spedì in Francia. L'artista infatti si era incuriosito delle opere di Raffaello e della sua vita dopo aver visto una replica della Madonna della Seggiola nello studio d'arte del suo insegnante a Tolosa. Avendo vinto il Prix de Rome, una borsa di studio che gli permise di studiare arte in Italia, egli poté conoscere l'opera raffaellesca in prima persona.

## Descrizione

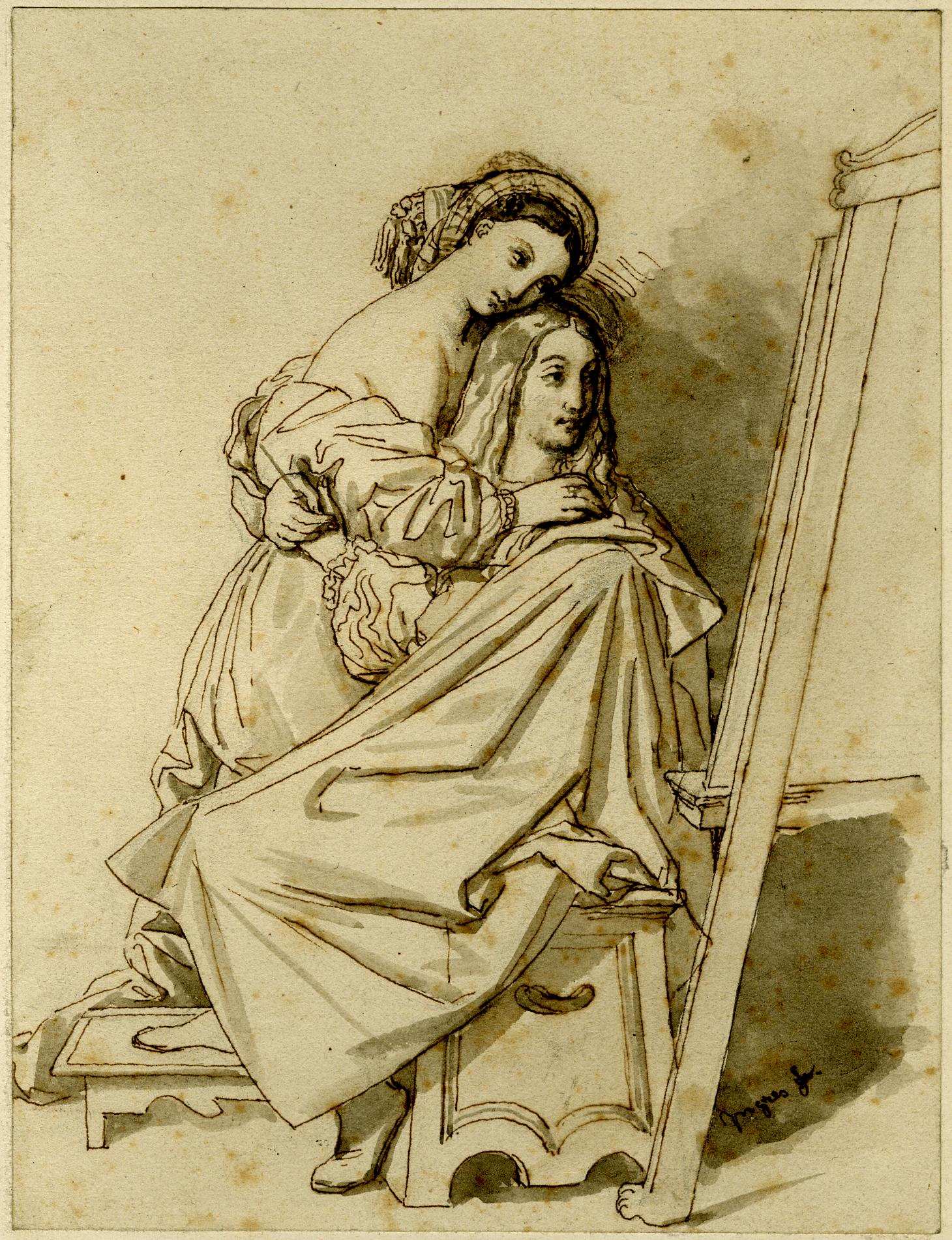
Uno schizzo della composizione conservato al Museo Britannico.

Il dipinto raffigura Raffaello nel suo studio assieme alla sua donna amata, la "Fornarina". Quest'ultima abbraccia l'artista e allo stesso tempo si distanzia da lui. La critica e storica dell'arte Rosalind Epstein Krauss interpreta lo sguardo seducente della Fornarina, che osserva lo spettatore, come il segno di un abbraccio che avviene solo dopo che ella ha visto, apprezzato e ammirato la sua opera.
Margherita indossa un turbante di seta dorata, che era tipico nelle opere artistiche dell'alto Rinascimento italiano, e un abito verde di velluto che ricade scoprendo le spalle. Ingres dipinse la Luti prendendo come riferimento proprio il dipinto La Fornarina, mentre per Raffaello si rifece all'autoritratto oggi conservato agli Uffizi. Sullo sfondo si nota il Vaticano, in particolare il cortile di San Damasco, dove Raffaello aveva dipinto i suoi affreschi famosi.
Il contrasto tra la Fornarina in carne e ossa e quella idealizzata nella tela appena dipinta, posta sul cavalletto, è il tema centrale di questo quadro. La Fornarina è presente fisicamente nella vita di Raffaello, ma è anche viva nel ritratto e vive nell'immaginazione del pittore. La somiglianza incredibile del ritratto della Fornarina dimostra il talento artistico sia di Raffaello sia di Dominique Ingres. 
Da un lato, l'espressione facciale della Fornarina e le sue vesti ricordano quelle della Madonna della Seggiola. Ciò avviene anche perché Ingres dipinse solo metà di quest'ultima opera, così da enfatizzare la somiglianza. Inoltre, così come Margherita Luti abbraccia Raffaello, la Madonna della tela sullo sfondo tiene in mano suo figlio. Dall'altro lato, c'è anche una forte somiglianza con il soggetto del dipinto La grande odalisca dello stesso Ingres (soprattutto nel turbante) in quanto l'odalisca riprende proprio La Fornarina raffaellesca.
Raffaello abbraccia la donna amata ma, invece di guardare lei, rivolge lo sguardo dall'altra parte e ammira la propria opera: egli si trova a dover scegliere tra l'amore per la sua modella e la propria vocazione. La modella e la sua arte sono interconnesse perché lei rappresenta la bellezza, cioè la fonte di ispirazione per la sua opera.

## Altre versioni
Le altre versioni dell'opera vennero dipinte molto più tardi, tra il 1830 e il 1840. In una di queste la Madonna della Seggiola viene sostituita dalla Trasfigurazione e Margherita Luti è più piegata verso il suo amante.